# Vildhjarta
Vildhjarta — прогрессив-метал-группа из Худиксвалля, Швеция. Стиль группы причисляют к микрожанру «Thall». Они подписали контракт с Century Media Records в 2011 году. Название группы берёт своё начало от шведской ролевой игры Drakar och Demoner. Слово «vildhjärta» (не «vildhjarta») означает «дикое сердце» на шведском языке.

## История
Группа Vildhjarta была основана в 2005 году в шведском городе Худиксвалль Даниелем Бергстрёмом, Имми Окерстрёмом и Йоханом Нюбергом.
Когда песни сформировались и появились в сети, появились и фанаты. Они распространяли ссылки на песни группы, продвигали их. Слушатели требовали от группы живых выступлений, и вскоре участники собрались вместе и появились на нескольких фестивалях и шоу в Европе, самое примечательное из которых — Евробласт в 2010 году.
Вскоре после этого выступления Vildhjarta начали работать над первым полноформатным альбомом. Группа связывалась со многими звукозаписывающими компаниями и в конце концов был заключён контракт с Century Media Records. Весной 2011  после чего участники группы записали и свели полностью самостоятельно 16 треков. После мастеринга, которым занимался Йенс Борген (также работавший с Opeth), был выпущен альбом Måsstaden (в переводе — «Город чаек»). Релиз состоялся 29 ноября. Для этого альбома было снято два видео: «Benblåst» и «Dagger».

## Дискография

### Студийные альбомы
- Måsstaden (2011)[4]
- Måsstaden under vatten (2021)
- + där skogen sjunger under evighetens granar + (2025)

### EP
- Omnislash (2009)
- Thousands of Evils (2013)[5]

### Синглы
- den helige anden (2019)

- när de du älskar kommer tillbaka från de döda (2021)
- toxin (2021)
- penny royal poison (2021)
- + den spanska känslan + (2023)
- + ylva + (2023)
- + kristallfågel + (2023)
- + sargasso + (2025)
- + ? regnet, the ? + (2025)

### Видеоклипы
- Dagger (2011)
- Benblåst (2011)
- när de du älskar kommer tillbaka från de döda (2021)
- + ? regnet, the ? + (2025)

## Состав
Текущий состав
- Vilhelm Bladin — Вокал (с 2011)
- Calle Thomer — Гитара (с 2009)
- Buster Odeholm — Ударные (с 2014)

Бывшие участники
- Jimmie Åkerström — Гитара (2005—2012)
- Robert Luciani — Вокал (2008—2011)[6]
- David Lindkvist — Ударные (2008—2014)
- Daniel Ädel — Вокал (2007—2016)

- Johan Nyberg – Бас (2005–2015)

- Daniel Bergström — Гитара (2005—2025)